# Piteasca, Ilfov
Piteasca este un sat în comuna Găneasa din județul Ilfov, Muntenia, România. La sfârșitul secolului al XIX-lea, satul era reședința comunei Piteasca-Pasărea, formată din satele Piteasca, Cozieni și Pasărea, arondată plășii Dâmbovița din județul Ilfov, având în total 1003 locuitori și 283 de case. Comuna Piteasca-Pasărea avea o școală mixtă și patru biserici ortodoxe (2 la mănăstirea Pasărea, una la Cozieni și alta la Piteasca). În 1925, comuna avea 1804 locuitori și era inclusă în plasa Pantelimon din același județ. Ea a fost desființată în 1925, când satul Piteasca, împreună cu Cozieni, a fost inclus în comuna Găneasa, în vreme ce satul Pasărea a fost inclus în comuna Brănești.